# Tanah Lembak
Tanah Lembak is een bestuurslaag in het regentschap Banyuasin van de provincie Zuid-Sumatra, Indonesië. Tanah Lembak telt 923 inwoners (volkstelling 2010).